# Olof Sundby
Olof Sundby (* 6. Dezember 1917 in Karlskoga; † 6. Dezember 1996 in Lund) war ein schwedischer lutherischer Geistlicher und Erzbischof von Uppsala.

## Leben

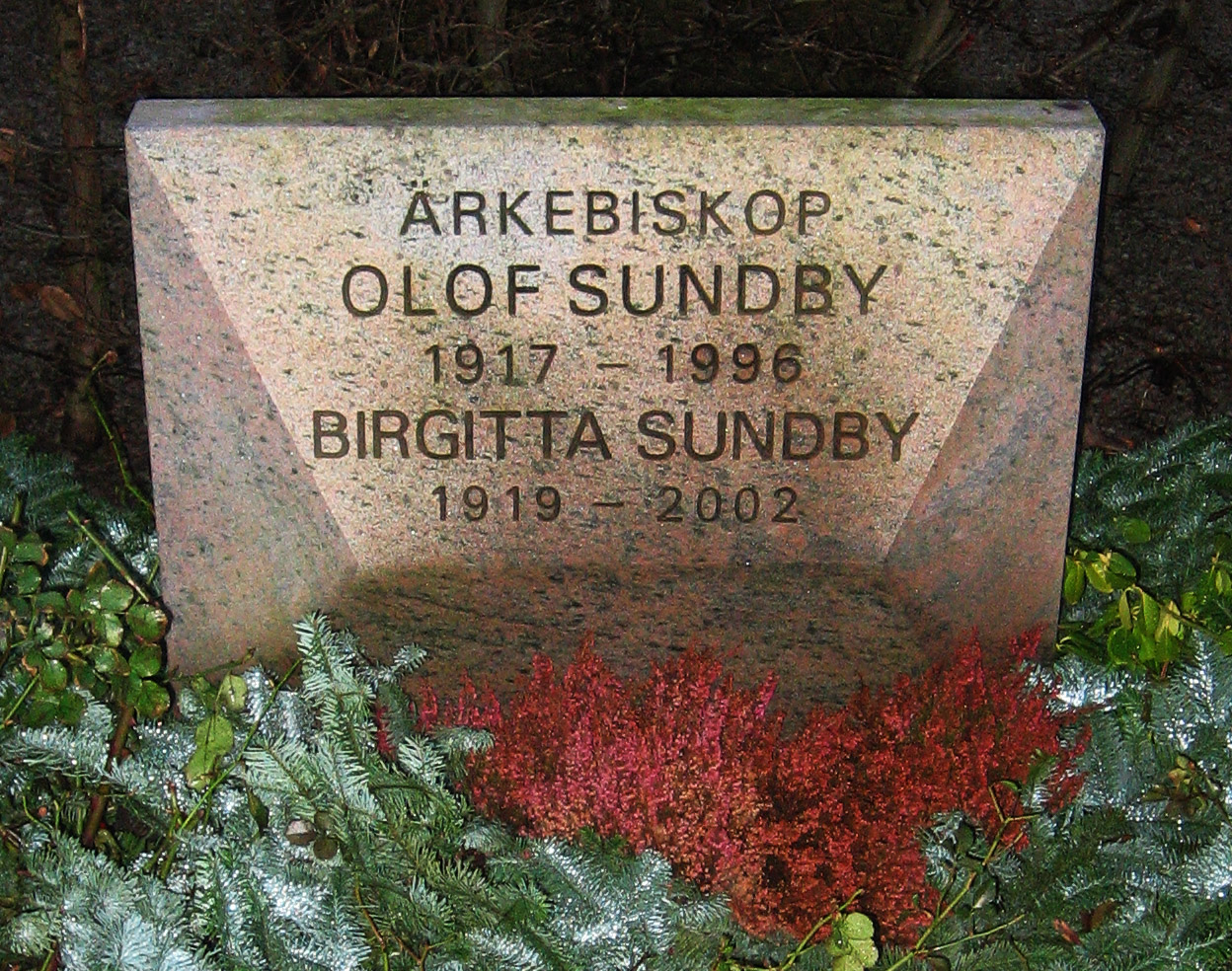
Sundbys Grab in Lund

Sundby absolvierte seine theologischen Examina in Lund, wurde 1943 in der Diözese Karlstad ordiniert und arbeitete dort fünf Jahre lang als Jugendpastor. Danach setzte er seine Studien in Lund fort und schloss sie 1959 mit einer Dissertation über „Lutherisches Eheverständnis“ und der Promotion ab. Er war vorübergehend Dozent für theologische Ethik, wurde 1960 Pfarrer in der Kirchengemeinde St. Peters Kloster in Lund und war in dieser Zeit auch in der praktischen Pfarrerausbildung tätig. 1970 wurde er zum Bischof von Växjö ernannt. Er war Vorsitzender des Ausschusses der Bischofskonferenz für die Gewinnung theologischen Nachwuchses, Vorsitzender der Diakonenanstalt Stora Sköndal und Vorsitzender der Sigtuna-Stiftung, der bedeutendsten Tagungsstätte der Schwedischen Kirche.
Am 8. September 1972 wurde er von der schwedischen Regierung als Nachfolger des verstorbenen Ruben Josefson zum Erzbischof von Uppsala und damit zum höchsten Repräsentanten der schwedischen Staatskirche ernannt. Von 1975 bis 1983 war er einer der Präsidenten des Ökumenischen Rates der Kirchen (ÖRK). 1983 ging er als Erzbischof in den Ruhestand.
Sundby vollzog am 19. Juni 1976 die Trauung des schwedischen Königs Carl XVI. Gustaf mit Silvia Sommerlath.

## Auszeichnungen
- Ehrendoktor der Universität Bukarest (1977)